# Estádio Municipal de Albufeira
Estádio Municipal de Albufeira – wielofunkcyjny stadion w Albufeirze, w Portugalii. Został otwarty w 1925 roku. Może pomieścić 5000 widzów. Swoje spotkania rozgrywają na nim piłkarze klubu Imortal DC.
11 lutego 2009 roku na obiekcie rozegrano mecz towarzyski pomiędzy reprezentacjami piłkarskimi Andory i Litwy (1:3).